# Сигнатура (полиграфия)
Сигнатура в полиграфии — цифра, порядковый номер печатного листа издания, проставляемый в левом нижнем углу на первой странице каждого печатного листа (тетради). Рядом с сигнатурой на первой странице ставится норма — сокращенное название книги, номер типографского заказа или фамилия автора. Далее сигнатура повторяется на третьей странице со звёздочкой (уже без нормы). На титульном листе сигнатуру никогда не ставят.
Необходима для облегчения выполнения печатных операций, а именно: печати, фальцовки (складывания), комплектации блоков, проверки готовой продукции.
Обычно сигнатуру набирают шрифтами той же гарнитуры, что и основной шрифт, цифрами кегля 8 п., и размещают в левом углу первой и третьей страницы каждого печатного листа (тетради) издания. На третьей странице листа звёздочку после сигнатуры набирают без отбивки (пробела). В формат страницы сборки сигнатура не входит. Её завёрстывают в одной строке с нижней колонцифрой либо ниже её с отбивкой 4 п.
При этом необходимо помнить, что это — номер печатного листа и её размещение должно отвечать формату, то есть для изданий, которые печатаются в 1/16 листа — через 16 страниц, в ⅛ листа — через 8 страниц и т. д.
В старопечатных книгах сигнатуры ставились в центре нижней части страниц, в старорусских изданиях отмечались буквенными обозначениями: _КИ_ = 28 тетрадей.
Сигнатурой также называют углубление на нижней стенке литеры.